# Sąjūdis
De ‘Vernieuwingsbeweging van Litouwen’ – in het Litouws Lietuvos Persitvarkymo Sąjūdis, meestal kortweg Sąjūdis (‘de Beweging’) genoemd – is een politieke organisatie, die rond 1990 een belangrijke rol heeft gespeeld bij de vreedzame strijd voor herstel van de Litouwse onafhankelijkheid. De beweging werd gesticht op 3 juni 1988; de belangrijkste leider was Vytautas Landsbergis.

## Historische achtergrond
In de 12e eeuw werd het Grootvorstendom Litouwen gesticht. Tot 1440 was Litouwen een zelfstandige staat, die zich zelfs enige tijd heeft uitgestrekt tot de Zwarte Zee. In 1440 werd koning Casimir IV van Polen ook grootvorst van Litouwen. Vanaf dat moment waren Polen en Litouwen in personele unie verbonden. In 1569 werden Polen en Litouwen bij de Unie van Lublin officieel één staat.
Bij de Poolse delingen van 1772, 1793 en 1795 kwam het oorspronkelijke Litouwen onder Russisch bestuur. Dat bleef het tot 16 februari 1918, toen Litouwen opnieuw de onafhankelijkheid uitriep. Tussen de twee wereldoorlogen was Litouwen een erkende staat, die ook lid was van de Volkenbond. Alleen de relatie met Polen was slecht. De Litouwse hoofdstad Vilnius stond tot september 1939 onder Pools bestuur.
Op 23 augustus 1939 sloten nazi-Duitsland en de Sovjet-Unie het Molotov-Ribbentroppact, dat ook wel het Hitler-Stalinpact wordt genoemd. Het gepubliceerde deel leek alleen een niet-aanvalsverdrag, maar in een reeks geheime protocollen verdeelden zij Polen onder elkaar. Ook werd vastgelegd dat de Sovjet-Unie de vrije hand kreeg in Estland, Letland en Litouwen. Na het uitbreken van de Tweede Wereldoorlog in september 1939 stond de Sovjet-Unie in eerste instantie het op Polen veroverde Vilnius af aan Litouwen, maar op 15 juni 1940 rukten Sovjettroepen Litouwen binnen. Na schijnverkiezingen werd de ‘Litouwse Socialistische Sovjetrepubliek’ op 3 augustus 1940 tot de Sovjet-Unie toegelaten.
Afgezien van een kortstondige Duitse bezetting (1941-1944) bleef Litouwen tot 1990 door de Sovjet-Unie bezet.

## Verlangen naar onafhankelijkheid
Medio jaren tachtig lanceerde Michail Gorbatsjov, secretaris-generaal van de Communistische Partij van de Sovjet-Unie, zijn campagne voor glasnost en perestrojka. De Litouwse Communistische Partij, die onder leiding stond van de conservatieve Petras Griškevičius, ging daar maar aarzelend in mee. Toen Griškevičius in 1987 overleed, werd hij opgevolgd door een andere orthodoxe communist, Ringaudas Songaila.
Onder invloed van het succes van de oppositionele beweging Solidarność in Polen, die in 1989 legaal was geworden en in dat land een belangrijke rol begon te spelen, en – in het katholieke Litouwen – met steun van Paus Johannes Paulus II kwam in de Baltische landen Estland, Letland en Litouwen ook een oppositionele beweging op gang. In de hoofdsteden werden protestbijeenkomsten georganiseerd tegen de achterstelling van de eigen talen bij het Russisch en voor openheid over het Molotov-Ribbentroppact. De tekst van de geheime protocollen waarin werd beslist over het lot van de Baltische landen, werd in de Sovjet-Unie voor het eerst gepubliceerd, en wel in augustus 1988 in de Estische krant Rahva Hääl. Pas op 24 december 1989 gaf de Sovjet-Unie officieel het bestaan van de protocollen toe.
Het zingen van traditionele volksliederen van de niet-Russische volkeren (in Sovjettermen: ‘nationalistische liederen’) was in de Sovjet-Unie verboden. De Baltische volkeren begonnen ze weer te zingen tijdens deze bijeenkomsten. Vandaar de naam ‘Zingende revolutie’.

## Oprichting van Sąjūdis

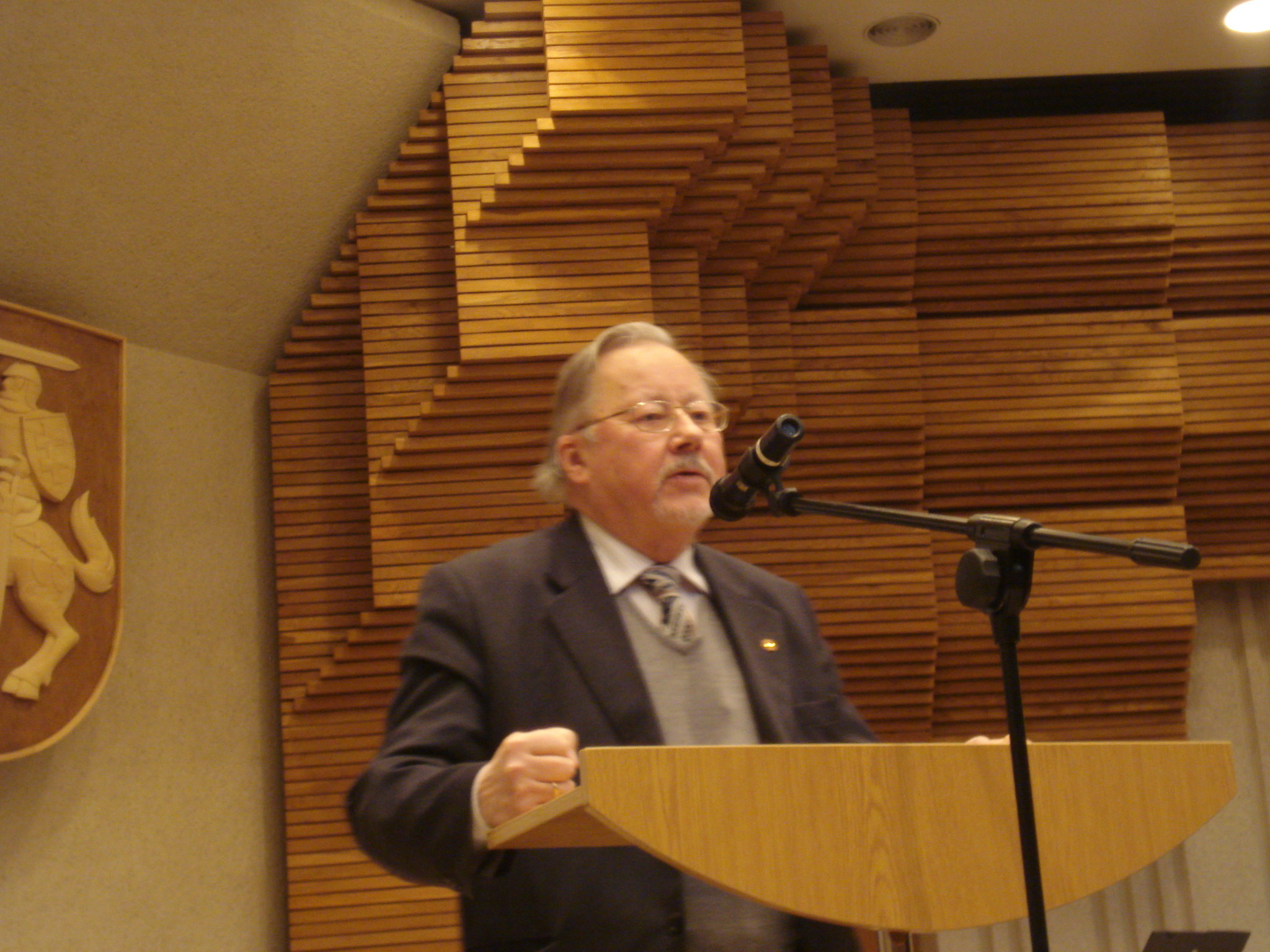
Vytautas Landsbergis

Tijdens een bijeenkomst in de Litouwse Academie van Wetenschappen werd op 3 juni 1988 de ‘Initiatiefgroep Sąjūdis’ (in het Litouws: ‘Sąjūdžio iniciatyvinė grupė’) opgericht om de glasnost in Litouwen te ondersteunen. De groep telde 35 leden, voor het merendeel intellectuelen. 17 van hen waren lid van de communistische partij.
Op 24 juni 1988 hield deze voorloper van Sąjūdis zijn eerste massabijeenkomst. Daar werden de Litouwse afgevaardigden naar een conferentie van de Communistische Partij van de Sovjet-Unie ingelicht over de doelstellingen van Sąjūdis. Ongeveer 100.000 mensen waren aanwezig in het park Vingis in Vilnius toen de afgevaardigden een maand later terugkwamen. Een nieuwe massamanifestatie vond plaats op 23 augustus 1988, toen 250.000 mensen protesteerden tegen het Molotov-Ribbentroppact met de geheime protocollen, waarvan de officiële instanties in de Sovjet-Unie al bijna vijftig jaar het bestaan hadden ontkend.
Op 19 juni 1988 publiceerde de Initiatiefgroep het eerste nummer van het blad Sąjūdžio žinios (‘Berichten van de Beweging’), toen nog zonder officiële toestemming. In september van hetzelfde jaar volgde de publicatie van een krant Atgimimas (`Wedergeboorte’), deze keer wel met toestemming van de Litouwse overheid.
In oktober 1988 vond in Vilnius de officiële oprichtingsvergadering van de organisatie plaats. Er werd een presidium van 35 mensen gekozen; de meesten van hen waren ook al lid van de Initiatiefgroep geweest. De voorzitter van het presidium werd de pianist en muziekwetenschapper Vytautas Landsbergis.

## Activiteiten van Sąjūdis
De beweging ondersteunde officieel de politiek van Michail Gorbatsjov, maar had ook een aantal typisch Litouwse verlangens, zoals:
- Herinvoering van het Litouws als enige staatstaal in Litouwen.
- Meer openheid over het tijdvak van het stalinisme.
- Publicatie van de geheime protocollen bij het Molotov-Ribbentroppact.
- Meer aandacht voor het milieubeleid.
- Stopzetting van de bouw van een derde kernreactor bij Ignalina.

In het begin werden de manifestaties van Sąjūdis nog weleens verboden, maar later werden ze zelfs bezocht door functionarissen van de Litouwse Communistische Partij. Zo was Algirdas Brazauskas, secretaris voor industriezaken van die partij, aanwezig bij de massamanifestatie van 24 juni 1988. In oktober van dat jaar werd hij als eerste secretaris van de Communistische Partij de opvolger van Songaila. In de Litouwse verkiezingen voor het Congres van Volksafgevaardigden, het in 1988 opgerichte parlement van de Sovjet-Unie, wonnen de kandidaten van Sąjūdis de meerderheid in 36 van de 40 kiesdistricten waar ze zich verkiesbaar stelden. In Moskou werd de Litouwse Socialistische Sovjetrepubliek dus grotendeels vertegenwoordigd door mensen die zeer kritisch stonden tegenover de Sovjet-Unie.
In februari 1989 trok Sąjūdis de conclusie uit de gang van zaken bij de annexatie van Litouwen in 1940. De Sovjet-Unie had Litouwen illegaal bezet. De verkiezingen daarna waren niet vrij geweest, en daarom van nul en gener waarde. Juridisch gezien was Litouwen nog steeds een onafhankelijk land. Sąjūdis verklaarde nu voor het eerst te streven naar herstel van de onafhankelijkheid.

## Naar herstel van de onafhankelijkheid

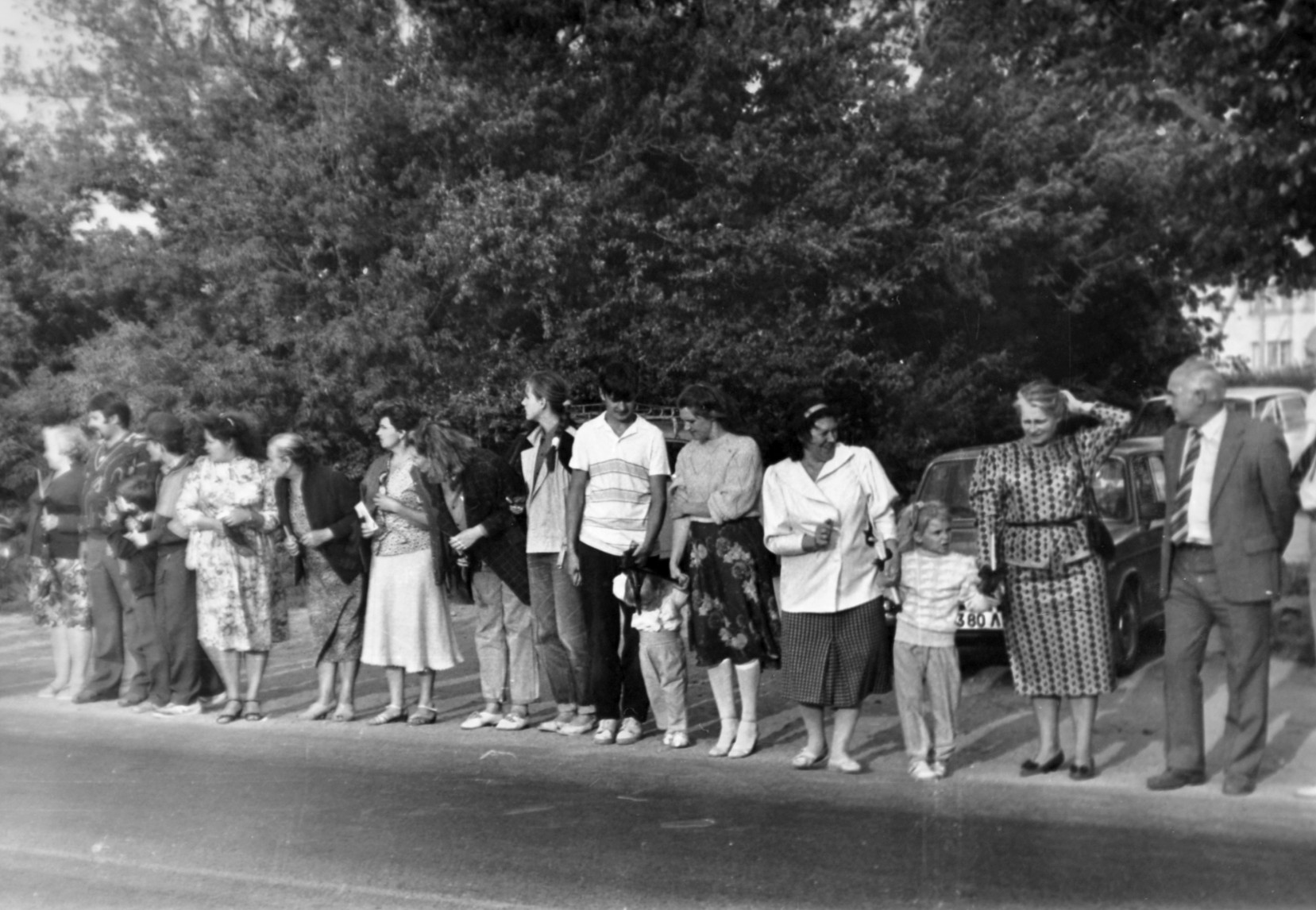
De Baltische Weg in de buurt van Panevėžys

Op 23 augustus 1989, de vijftigste verjaardag van het Molotov-Ribbentroppact, vormden de Esten, Letten en Litouwers een menselijke keten vanaf de Estische hoofdstad Tallinn via de Letse hoofdstad Riga naar de Litouwse hoofdstad Vilnius, de Baltische Weg genaamd. De keten was 600 kilometer lang en er deden twee miljoen mensen aan mee. Veel mensen in het westen werden door de menselijke keten voor het eerst attent gemaakt op de onafhankelijkheidsbewegingen in het Balticum. De organisatoren waren Sąjūdis en de zusterorganisaties, Latvijas Tautas Fronte in Letland en Rahvarinne in Estland.
In december 1989 maakte de Litouwse Communistische Partij zijn uittreden uit de Communistische Partij van de Sovjet-Unie bekend. Ook verklaarde de partij niet langer aanspraak te maken op het machtsmonopolie in Litouwen. Van 11 t/m 13 januari 1990 bracht Michail Gorbatsjov een driedaags bezoek aan Vilnius. 200.000 mensen betoogden voor de onafhankelijkheid van Litouwen.
In februari 1990 behaalden de vertegenwoordigers van Sąjūdis de absolute meerderheid bij de verkiezingen voor de Opperste Sovjet van de Sovjetrepubliek Litouwen. Het waren voor Litouwen de eerste vrije verkiezingen sinds 1926. Sąjūdis deed overigens niet als partij mee, maar mensen van verschillende politieke partijen waren ook aangesloten bij Sąjūdis. Vytautas Landsbergis, een niet-communist, werd gekozen tot voorzitter van de Opperste Sovjet van Litouwen. Op dezelfde dag, 11 maart 1990, nam de Opperste Sovjet een nieuwe naam aan: Opperste Raad van Litouwen, en werd een wet aangenomen waarbij Litouwen zijn onafhankelijkheid herstelde (of volgens de officiële formulering: de staat van bezetting ophief).

## Na het herstel van de onafhankelijkheid
De Sovjet-Unie werkte het opnieuw onafhankelijke Litouwen eerst tegen. Dieptepunten waren een aanval van het Rode Leger op het Litouwse televisiestation in januari 1991, waarbij veertien doden vielen, en de moord op zeven douaniers en politiemensen in een nieuw ingerichte douanepost aan de grens met Wit-Rusland bij het dorp Medininkai op 31 juli 1991. Economisch probeerde de Sovjet-Unie Litouwen te wurgen met een blokkade. Niettemin resulteerde een referendum op 9 februari 1991 in een meerderheid van 91 procent vóór een onafhankelijk Litouwen.
IJsland was in 1990 het eerste land dat de diplomatieke betrekkingen met Litouwen herstelde. In 1991 volgden meer landen. Na een mislukte coup tegen Gorbatsjov in augustus 1991 veranderde de situatie drastisch ten gunste van Litouwen. Op 6 september 1991 erkende de Sovjet-Unie de onafhankelijkheid van Litouwen. Daarna gingen steeds meer andere landen diplomatieke betrekkingen aan. Op 17 september 1991 trad Litouwen toe tot de Verenigde Naties, tegelijk met Estland en Letland. In december 1991 werd trouwens de Sovjet-Unie ontbonden.
Een belangrijk punt voor Litouwen (maar ook voor Estland en Letland, die in dezelfde positie verkeerden), was de terugtrekking van de nog aanwezige Russische militairen. Nu de Sovjet-Unie niet meer bestond, onderhandelde Landsbergis met Boris Jeltsin, de president van Rusland. Op 8 september 1992 werd overeenstemming bereikt. Omdat Landsbergis het belangrijk vond dat de Russische troepen zo snel mogelijk zouden verdwijnen, deed hij een concessie. In ruil voor terugtrekking van de troepen kreeg iedere inwoner van Litouwen die daar prijs op stelde, het Litouwse staatsburgerschap, niet alleen de mensen die er al voor 1940 woonden met hun nakomelingen, maar ook degenen die zich na de annexatie in 1940 in Litouwen hadden gevestigd met hun nakomelingen.
Dit was bijzonder, want volgens volgens artikel 49 van de Vierde Geneefse Conventie mogen burgers uit het land van de bezetter niet in een bezet gebied of land gaan wonen, laat staan dat ze recht op het staatsburgerschap van dat land hebben. Het grootste deel van de mensen die van deze maatregel profiteerden, was van Russische komaf.
In ruil voor deze regeling trok Rusland zijn troepen vlugger terug dan oorspronkelijk de bedoeling was. Rusland dacht zelf aan 1999. Op 31 augustus 1993 was de terugtrekking uit Litouwen voltooid. Estland en Letland moesten nog een jaar wachten; er was zelfs enige Amerikaanse druk nodig om Rusland zo ver te krijgen dat het in augustus 1994 zijn troepen daar terughaalde.

## Sąjūdis verliest zijn invloed
In november 1992 werden de Litouwse verkiezingen gewonnen door de ‘Lietuvos demokratinė darbo partija’ (‘Litouwse Democratische Arbeidspartij’), de hervormde Litouwse Communistische Partij, onder Algirdas Brazauskas. De afgevaardigden die Sąjūdis steunden hadden nu geen meerderheid meer. Landsbergis begon los van Sąjūdis een eigen politieke partij, de Vaderland Unie.
Sąjūdis bestaat officieel nog steeds, maar heeft nu geen politieke invloed meer.